# Ozero Sor (saltsjö i Kazakstan, Qostanaj, lat 53,86, long 61,30)
Ozero Sor är en saltsjö i Kazakstan.   Den ligger i oblystet Qostanaj, i den nordvästra delen av landet, 700 km väster om huvudstaden Astana. Arean är 0,11 kvadratkilometer.